# كنيسة العائلة المقدسة (الكويت)

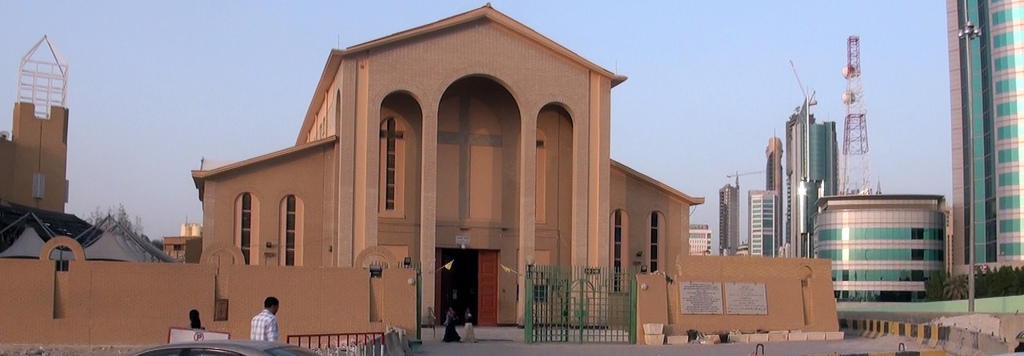
كنيسة العائلة المقدسة في مدينة الكويت.

كنيسة العائلة المقدسة هي كاتدرائية رومانية كاثوليكية في مدينة الكويت تأسست عام 1961. تحتوي الكنيسة على تمثال سيدة الجزيرة العربيّة، وهي نسخة طبق الأصل لتمثال من عام 1949 موجود في كنيسة سيدة الجزيرة العربيّة الكاثوليكية في الأحمدي.
اعتبارًا من 2014 أصبح كاهن الرعية في هذه الكنيسة الكاهن رامون آتاناشيو والنائب العام الكاهن ماثيو ك. فرنسيس.
حتى وقت قريب، كانت كاتدرائية العائلة المقدسة مقرًا لأسقف والقاصد الرسولي للنيابة الرسولية لشمال شبه الجزيرة العربية. إذ أصبحت كاتدرائية في البحرين مقرًا للنيابة منذ عام 2012. ومن أجل تلبية الحاجات الروحيّة لحوالي 140,000 كاثوليكي مقيم في الكويت تقام الشعائر الدينية في الكاتدرائية على مدار الأسبوع في لغات متعددة، بما في ذلك، الإنجليزية، والعربية، والتجالوجية، والمالايالامية، والتاميلية، والكورية، والإسبانية، والإيطالية والفرنسية. وبسبب كون يوم الأحد هو يوم من أيام الأسبوع فقد تم استبدال يوم الأحد بيوم الجمعة، لأنه «اليوم المقدس» لدى المسلمين ويوم عطلة رسميَّة في هذه المنطقة.